# Warner Miller
Warner Miller (Hannibal, 1838. augusztus 12. – New York, 1918. március 21.) az Amerikai Egyesült Államok szenátora (New York, 1881–1887).